# Brada-Rybníček
Brada-Rybníček település Csehországban, a Jičíni járásban. Brada-Rybníček Dílce, Jinolice, Jičín, Kbelnice, Podůlší és Holín településekkel határos. Lakosainak száma 189 fő (2024. január 1.).

## Népesség
A település lakosságának változását az alábbi diagram mutatja:
| Lakosok száma | 250  | 271  | 247  | 131  | 72   | 128  | 149  | 148  | 184  | 189  |
|               | 1869 | 1900 | 1921 | 1961 | 1980 | 2011 | 2016 | 2019 | 2021 | 2024 |